# Hoplitimyia panamensis
Hoplitimyia panamensis är en tvåvingeart som beskrevs av James 1979. Hoplitimyia panamensis ingår i släktet Hoplitimyia och familjen vapenflugor. Inga underarter finns listade i Catalogue of Life.